# Čepovan
Čepovan (star. italijansko Chiapovano) je naselje v Občini Nova Gorica.
Naselje vaškega tipa leži v dolini Čepovanskega dola in je pomembno cestno križišče med Novo Gorico, dolino Idrijce in Trebuščice ter Trnovskim gozdom.

## Zgodovina
Čepovan se v pisnih virih prvič pojavlja leta 1301 z imenom Kampowan, zatem pa leta 1377 z imenom Zampuano ter kot Tschepawan leta 1507.
Leta 1890 je lokalni župnik Blaž Grčar v vasi odprl čipkarsko šolo, z namenom, da bi s tovrstnim znanjem domačinkam omogočil dodaten vir zaslužka. 

### Med drugo svetovno vojno
Prve vesti o Osvobodilni fronti in partizanih so Čepovanci dobili že ob koncu leta 1941, prva srečanja s partizani pa so bila jeseni 1942. Ker je bila v Čepovanu posadka karabinjerjev in gozdne milice, je bila potrebna velika previdnost. Vse protiitalijanske dejavnosti so morale bili skrite, zato so se najlažje izvajale na planoti Vrše. Tam so bili kurirska javka (P-7), na Malih Vrših pod Škopico pa tudi partizansko okrevališče za največ 15 ranjencev. V zimi 1943/44 je bilo preimenovano v Okrevališče št. 1 in je spadalo k bolnišnici Pavla v Mrzli Rupi. Pri Španu v Dragah, nedaleč od italijanske posadke v Čepovanu, so 6. januarja 1943 ustanovili prvi terenski odbor OF za Čepovansko dolino.
Že leta 1942 je prišlo do prvih aretacij zaradi suma sodelovanja z OF. Spomladi 1943 so Italijani uvedli policijsko uro. Istega leta je prišlo do večjih spopadov med italijansko vojsko in partizani na območju Vrš, Gorenje Trebuše, Trnovskega gozda in Banjšic. Ob kapitulaciji Italije septembra 1943 so partizani razorožili italijanske enote, ki so se umikale iz Tolminske in Baške grape skozi Čepovansko dolino v Gorico. Po preboju goriške fronte pa so preko Grgarja v Čepovansko dolino prodrle nemške enote. Ob prihodu v vas so zajeli dva predstavnika vaške zaščite, ki sta opravljala stražarsko službo, in ju ustrelili. To sta bili prvi žrtvi v Čepovanski dolini.
Kraj je septembra 1943 spadal v t. i. osvobojeno ozemlje, območje, kjer okupator ni imel stalnih postojank. Na to ozemlje so Nemci do konca vojne sprožili devet napadov, obdajalo pa ga je kar 37 nemških postojank. Ko so Nemci izvedeli, da je v vasi štab 9. korpusa sta 12. aprila 1944 dva nemška lovca priletela nad Čepovan in ga obstreljevala z zažigalnimi izstrelki. Pogorelo je 23 hiš in šola z vso opremo in arhivom. Julija so Nemci sprožili drugi napad proti Čepovanu ki so ga partizanske enote 26. julija odbile. Vas so Nemci ponovno zažgali 27. julija, 8. oktobra pa so pričeli nov napad, da bi uničili štab 9. korpusa. 10. oktobra je nemška kolona naposled zasedla Čepovan, vse prebivalce pa zaprla v cerkev ter jih zastražila, dokler niso nemški vojaki dobili ukaza, da morajo na Predmejo. Še pred odhodom pa so zažgali preostale hiše, tako je od 79 hiš ostalo nepožganih le 5. Čepovan je bil po nemškem umiku in po prihodu partizanov 4. aprila 1945 dokončno svoboden.
Na območju Čepovanske doline so v času vojne delovale 30. in 31. divizija, prištabne enote, brigada Triestina, ruski bataljon, Gradnikova in Bazoviška brigada ter ruska in angleška vojaška misija. Tu so se ustavljale brigade, odredi in druge partizanske enote za kratek oddih ali pa so se pripravljali za nove napade v Soško dolino, Baško grapo ali Trnovo. Pogosto so bili v Čepovanu nastanjeni štabi, delovali so pokrajinski, okrožni, oblastni in politični forumi, odvijale so se konference in zborovanja mladine, žena, aktivistov. Tu so se križale tudi poti partizanskih enot, kurirjev, obveščevalcev in intendantov. Na progi Cerkno-Trebuša-Čepovan-Lokve je vozil tudi partizanski avtobus. Razvila se je vrsta pomembnih dejavnosti za NOB, od telefonskih do radijskih zvez, imeli so tudi radiotelegrafsko šolo.
Julija 2023 je neurje poškodovalo vas.

## Dogodki
- Če povem, čezmejni festival glasbe, poezije in knjižnih novosti[3]

## Znamenitosti
- vojaško pokopališče iz prve svetovne vojne
- gotska cerkev sv. Janeza Krstnika

## Znane osebnosti
- Mehdi Hənifə oğlu Hüseynzadə (partizansko ime Mihajlo),  azerbajdžanski narodni heroj, diverzant in obveščevalec 9. korpusa NOVJ, * 22. december 1918, Novhani pri Bakuju, Sovjetska zveza, † 16. november 1944, Vitovlje, Kraljevina Italija (zdaj Slovenija). Pokopan je v Čepovanu. V Šempasu sta njegov spomenik in spominski muzej[4].
- Franc (Franjo) Kafol (1892-1964), pomolog, sadjarski strokovnjak, učitelj in predavatelj
- Avgust Kafol (1882-1955), gozdarski strokovnjak
- Ivan Kretič (7. julij 1911, Tevče - 12. februar 1991, Devin)[5], duhovnik, kaplan v Čepovanu (1939–1945), kulturni delavec
- Anton Pavšič (7. avgust 1886, Loke - 10. april 1982, Gorica), prof. matematike, ravnatelj; oče Andrej, cerkveni kolon, mati Uršula Trušnovec iz Čepovana
- Luigi Ravalico (Ravalič)[6] (6. marec 1906, Trst - 17. december 1967, Shillong, Indija), pionir misijonov v Nagalandu (Indija), oče Dominik Ravalič, mati Alojzija Renko (doma iz Čepovana).
- Anton (Tone) Rutar (29. november 1901, Čadrg - 13. december 1996, Nova Gorica (pokopan na Sveti gori))[7] [8], učitelj, tigrovec, publicist; v letih 1948–61 je poučeval v Čepovanu, Čezsoči, na Grahovem ob Bači in v Smastu; na teh šolah je organiziral šolske kuhinje, vodil večerne tečaje, režiral igre
- Tomaž Seljak st., podobar (13. december 1839, Bukovo - 18. februar 1884, Kneža)[9]; Soča je 1876 poročala, da je v Čepovanu izdelal »nov božji grob, ki daje očesu posebno prijeten pogled, predstavlja nekaki palmov vrt, v stranskih lopah pa vidiš v daljavi Jeruzalem, Oljsko goro, vrt Getzemani itd.«
- Karlo Vončina (21. marec 1919, Čepovan - 17. marec 2010, Solkan)[10], učitelj, telesnokulturni delavec, vaditelj